# Gusti Gustavsson
Gusti Leopold Anti Gustavsson, född 19 oktober 1912 i Ängelholm, död där 20 november 1982, var en svensk politiker (socialdemokrat).
Gustavsson, som var son till av reparatör Johan Gustavsson och Maria Hilli, utgick från Hässleholms tekniska skola 1959. Han var elmontör hos firma Bengtssons Elektriska i Ängelholm 1927–1959, innehavare och elinstallatör från 1959. Han var ledamot av Kristianstads läns landsting 1955–1963, vice ordförande i styrelsen för landstingets centraltvätteri, ledamot av landstingets yrkesskolstyrelse samt suppleant i landstingets förvaltningsutskott och hälsovårdsstyrelse. Han invaldes som ledamot av stadsfullmäktige i Ängelholms stad 1942, var dess ordförande 1948–1967, ordförande i socialnämnden 1948-1965, i Ängelholmsortens turistförening till 1966, i styrelsen för Ängelholms flygplats, ledamot av naturvårdsrådet för Kristianstads län, ordförande i Kommunblockets samarbetsnämnd, suppleant i prövningsnämnden och särskilda taxeringsnämnden, huvudman och styrelseledamot i Engelholms sparbank och nämndeman i Södra Åsbo och Bjäre domsaga.
Gusti Gustavsson var ledamot av riksdagens andra kammare 1965–1970 för Kristianstads läns valkrets. Han var också ledamot av den nya enkammarriksdagen från 1971 till 1979.